# Erich Brunner

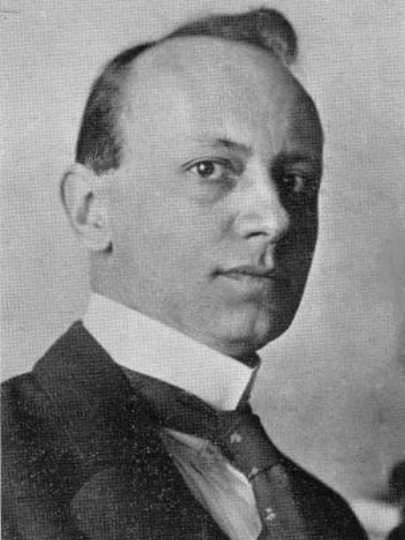
Erich Brunner, Porträt aus Henneberger/White/Hume: Alpine Chess, 1921

Anselm Erich Brunner (* 11. Dezember 1885 in Plauen; † 16. Mai 1938 in Zürich) war ein deutsch-schweizerischer Schachkomponist.
Seine erste Schachaufgabe veröffentlichte Erich Brunner im Alter von 21 Jahren 1906 im Leipziger Tageblatt. 1910 lernte er in Leipzig Walther von Holzhausen, Johannes Kohtz und andere bedeutende Schachkomponisten kennen. Mit ersterem stand er bis zu dessen Tode in ständigem Briefwechsel.
Auf Brunner gehen eine ganze Reihe bis heute fruchtbarer Themen der neudeutschen Schule zurück. Ihm gelang die Erstdarstellung des nach ihm benannten Brunner-Turton. Weitere von Brunner stammende Themen sind der Brunner-Dresdner, die Beschäftigungslenkung, die Beugung und die so genannte Schweizer Idee.
Ferner schrieb Brunner mehrere Aufsätze zu Themen der Schachkomposition und des Märchenschachs. Er publizierte etwa 600 Schachaufgaben.

## Der Brunner-Turton
Der klassische Turton besteht darin, dass eine schwächere weiße Figur (meist Turm oder Läufer) auf einer Linie über einen Schnittpunkt zurückgezogen wird, damit die stärkere (gewöhnlich die Dame) vorangestellt werden kann. Bereits Johannes Kohtz und Carl Kockelkorn versuchten 1903, in ihrer Schrift „Das Indische Problem“, diese Idee mit zwei gleichen weißen Figuren darzustellen – das bedeutet normalerweise: mit den beiden Türmen. Es gelang ihnen aber keine zweckreine Realisierung der Idee; dies  blieb Brunner vorbehalten:
|   | a | b | c | d | e | f | g | h |   |
| 8 |   |   |   |   |   |   |   |   | 8 |
| 7 |   |   |   |   |   |   |   |   | 7 |
| 6 |   |   |   |   |   |   |   |   | 6 |
| 5 |   |   |   |   |   |   |   |   | 5 |
| 4 |   |   |   |   |   |   |   |   | 4 |
| 3 |   |   |   |   |   |   |   |   | 3 |
| 2 |   |   |   |   |   |   |   |   | 2 |
| 1 |   |   |   |   |   |   |   |   | 1 |
|   | a | b | c | d | e | f | g | h |   |

Lösung:

Der schwarze König steht auf Patt.  Weiß möchte den Tc4 ziehen, nach Kxc5 die Türme auf der vierten Reihe verdoppeln und mit Matt nach c4 zurückkehren.
Das Probespiel 1.Td,e,f4? hat aber einen gravierenden Nachteil, nämlich die Verstellung des Läufers h3: 1. … Kxc5 2. Tgg4 Kc6 3. Tc4+ Kd7! Darum muss der Tg4 zum vorderen Turm gemacht werden, was durch den charakteristischen schnittpunktüberschreitenden Zug geschieht:
1. Tc4–h4! Kc6xc5
2. Tg1–g4 Kc5–c6
3. Tg4–c4 matt.
Die beiden Türme werden also hier durch das Motiv der Läuferverstellung unterschieden.

## Die Beugung
Brunner definierte dieses Thema so: „Schwarz hat gegen eine Drohung zwei oder mehr Verteidigungen; darunter finden sich gute und schlechte. Durch Lenkung irgendeiner Art werden ihm die guten genommen.“ Er entwickelte diese Themenformulierung an einer einfachen Schachaufgabe:
|   | a | b | c | d | e | f | g | h |   |
| 8 |   |   |   |   |   |   |   |   | 8 |
| 7 |   |   |   |   |   |   |   |   | 7 |
| 6 |   |   |   |   |   |   |   |   | 6 |
| 5 |   |   |   |   |   |   |   |   | 5 |
| 4 |   |   |   |   |   |   |   |   | 4 |
| 3 |   |   |   |   |   |   |   |   | 3 |
| 2 |   |   |   |   |   |   |   |   | 2 |
| 1 |   |   |   |   |   |   |   |   | 1 |
|   | a | b | c | d | e | f | g | h |   |

Lösung:

Das Probespiel 1. Tc2? deckt den Sc4 und droht damit 2. Sb3 matt. Schwarz hat drei Möglichkeiten, das Mattfeld b3 zu decken: Db8, Db7 und Db6. Db7 ist offensichtlich eine schlechte Verteidigung, da die Dame vom Sa5 mit Matt genommen werden kann, Db8 und Db6 sind hingegen gut. Mit einem Vorplan setzt Weiß die thematische Lenkung ins Werk, die die guten Verteidigungen verhindert:
1. Ta2–g2! droht 2. Tg2–g5 matt.
1. … Da7–e7 Weglenkung; die guten Verteidigungen sind ausgeschaltet. Nun kann der Hauptplan ohne Hindernisse umgesetzt werden.
2. Tg2–c2 (droht 2. Sa5–b3 matt) De7–b7 (einzige verbleibende Verteidigung)
3. Sa5xb7 matt.
Es handelt sich um einen Auswahlschlüssel: 1. Th2? oder 1. Tf2? scheitern an 1. … Dh7!. Der Schlüsselzug erhält dadurch zusätzlichen Reiz, dass er den Läufer h1 verstellt und dem schwarzen König damit ein Fluchtfeld gibt. Die Königsflucht wird so erledigt: 1. … Kc5–d5 2. Tg2–g6+ Kd5–c5 3. Tg6–g5 matt.

## Der Brunner-Dresdner
Bei Problemen des Dresdner Ideenkreises wird ein schwarzer Verteidiger durch Lenkung ausgeschaltet. Gleichzeitig wird jedoch ein neuer Verteidiger (Ersatzverteidiger) eingeschaltet. Die Ersatzverteidigung hat einen Nachteil für Schwarz (Schädigung), so dass ein neues Matt möglich wird. Anders als bei der Beugung verliert Schwarz also nicht nur etwas (gute Verteidigungen), sondern er gewinnt auch etwas (die Ersatzverteidigung).
Friedrich Palitzschs ursprüngliche Form des Dresdners sah vor, dass der ursprüngliche Verteidiger ziehen muss (gelenkt wird) und dadurch den Ersatzverteidiger einschaltet. Beim Brunner-Typ des Dresdners (Brunner-Dresdner) hingegen wird der Ersatzverteidiger selbst gelenkt: Er schaltet den ursprünglichen Verteidiger aus und sich selbst ein. Brunner hat sich sowohl mit dem Palitzsch-Typ des Dresdners als auch mit der nach ihm benannten Brunner-Form befasst.
|   | a | b | c | d | e | f | g | h |   |
| 8 |   |   |   |   |   |   |   |   | 8 |
| 7 |   |   |   |   |   |   |   |   | 7 |
| 6 |   |   |   |   |   |   |   |   | 6 |
| 5 |   |   |   |   |   |   |   |   | 5 |
| 4 |   |   |   |   |   |   |   |   | 4 |
| 3 |   |   |   |   |   |   |   |   | 3 |
| 2 |   |   |   |   |   |   |   |   | 2 |
| 1 |   |   |   |   |   |   |   |   | 1 |
|   | a | b | c | d | e | f | g | h |   |

Lösung:

Das Probespiel 1. Txf6? droht 2. Tf5 matt. Der Probespielverteidiger ist die schwarze Dame: 1. … De4! deckt ausreichend (nicht 1. … Dc8? 2. Dxc7+ Dxc7 3. Tf5 matt bzw. 2. … Kxf6 3. De7 matt). Mit einem Vorplan lenkt Weiß die schwarze Dame ab:
1. Db6–b1! droht 2. Db1–e1+ Ke5–f4 3. Sf2–h3 (oder 3. Sf2xd3) matt.
1. … Db7xb1 Die Dame wird abgelenkt (sie schaltet sich selbst aus). Sie gibt aber die Diagonale frei für den schwarzen Läufer a8 als Ersatzverteidiger:
2. Tc6xf6 (droht 2. Tf6–f5 matt, Hauptplan) La8–e4 (dresdnerische Ersatzverteidigung)
3. Sf2–g4 matt. Auf 2. … Ke5xf6 setzt 3. Sf2–g4 ebenfalls matt.
Die schwarze Schädigung besteht darin, dass der schwarze Läufer schwächer ist als die Dame (Wertverlust), er deckt von e4 aus nicht das Feld g4.
Weitere Varianten: 1. … Ke5–f4 2. Tc6xf6+ Kf4–e5 3. Tf6–f5 matt, 2. … Kf4–g3 3. Db1–g1 matt; 1. … Db7xc6 2. Db1–e1+ Dc6–e4 3. Sf2xd3 matt.
Die obige Aufgabe ist ein Palitzsch-Dresdner. Themafiguren sind die schwarze Dame b7 und der schwarze Läufer a8. Die Dame schaltet sich selbst aus und den Läufer ein. Anders die folgende Aufgabe:
|   | a | b | c | d | e | f | g | h |   |
| 8 |   |   |   |   |   |   |   |   | 8 |
| 7 |   |   |   |   |   |   |   |   | 7 |
| 6 |   |   |   |   |   |   |   |   | 6 |
| 5 |   |   |   |   |   |   |   |   | 5 |
| 4 |   |   |   |   |   |   |   |   | 4 |
| 3 |   |   |   |   |   |   |   |   | 3 |
| 2 |   |   |   |   |   |   |   |   | 2 |
| 1 |   |   |   |   |   |   |   |   | 1 |
|   | a | b | c | d | e | f | g | h |   |

Lösung:

Das Probespiel 1. Le4? droht 2. Lf3 matt. Der Probespielverteidiger ist der schwarze Turm: 1. … Tf7! pariert. Nun lenkt Weiß mit seinem Vorplan aber nicht den Turm, sondern den Läufer:
1. Lb8–f4! deckt den Springer e3 und droht daher sowohl 2. Lh7–d3 matt als auch 2. Sb1–c3+ Ke2–d2/d3 3. Tf1–d1 matt.
1. … Lh2xf4 Der Läufer sperrt im Voraus die Deckungslinie des Probespielverteidigers, Tf7 wäre nun nutzlos. Er hat den Turm ausgeschaltet, sich aber selbst als Ersatzverteidiger etabliert:
2. Lh7–e4 (droht 3. Le4–f3 matt, Hauptplan) Lf4xe3 (dresdnerische Ersatzverteidigung)
3. Le4–d3 matt.
Die schwarze Schädigung besteht hier in einem Block: Der Läufer nimmt dem König ein Fluchtfeld.
Die Schlussstellung zeigt ein Mustermatt.
Dies ist ein Brunner-Dresdner. Themafiguren sind der schwarze Turm und der schwarze Läufer. Der Läufer schaltet den Turm aus und sich selber ein.

## Brunners Schachvarianten

### Brunner-Freischach
Brunner schlug bereits 1921 in der Schweizerischen Schach-Zeitung eine Schachvariante mit wechselnder Partieausgangsstellung vor, einen Vorläufer des Schach960, wobei die Figuren aber nicht ausgelost werden. Beim Brunner-Freischach werden die Figuren abwechselnd (hinter der Bauernreihe) von den Spielern gesetzt. Weiß beginnt und setzt den ersten Stein; Schwarz kann dann Achsen- oder Punktsymmetrie wählen, was für die folgenden Setzakte verbindlich bleibt. Brunner sprach von „Streifenordnung“ (Achsensymmetrie) und „Sternordnung“ (Punktsymmetrie). Danach darf Schwarz den nächsten Stein setzen (Beispiel: wKc1 – sKf8; sLa8 – wLh1 usw. bei Punktsymmetrie bzw. Sternordnung; oder wKc1 – sKc8; sLa8 – wLa1 bei Achsensymmetrie bzw. Streifenordnung). Es gibt keine Restriktionen bezüglich der Läufer- oder Turmstellungen. Daher sind auch zwei gleichfarbige Läufer bei derselben Partei möglich; bei Achsensymmetrie können sich in diesem Fall die Läufer von Weiß und Schwarz nicht gegenseitig angreifen.
Das Rochaderecht hatte Brunner in seinem ersten Aufsatz zum Freischach nur dann vorgesehen, wenn Königs- und Turmstellung mit der Grundstellung des Standardschachs übereinstimmen; zwei Monate später schlug er eine Verallgemeinerung der Rochade vor: Nun sollte der König mit dem der a-Linie näherstehenden Turm eine „a-Rochade“, mit dem der h-Linie näherstehenden Turm eine „h-Rochade“ vollziehen können. Im Fall der „Streifenordnung“ war das Ergebnis der Rochade identisch mit dem des Standardschachs (a-Rochade: Weiß Kc1, Td1, Schwarz Kc8, Td8; h-Rochade: Weiß Kg1, Tf1, Schwarz Kg8, Tf8). Im Fall der „Sternordnung“ ergab sich nicht bei Weiß, aber bei Schwarz eine Verschiebung (a-Rochade: Kb8, Tc8; h-Rochade: Kf8, Te8).
Es ergeben sich insgesamt 10.080 mögliche Grundstellungen. Die Schweizerische Schachzeitung organisierte sogar ein Freischach-Fernturnier. Jedoch konnte sich diese Variante des Schachs nicht lange halten.

### Brunner-Zeigerschach
Im Jahre 1924 entwarf Brunner eine weitere Schachvariante, das Zeigerschach. Hier werden durch Los oder Würfeln die Gangarten der Steine beschränkt, was dann jeweils für beide Spieler gilt. Beispielsweise können die Damen je nach Losentscheid in alle geraden und Diagonalrichtungen ziehen oder nur in einen Teil dieser Richtungen (etwa: eine Linie und zwei Diagonalen). Die zulässigen Zugrichtungen werden durch Zeiger (daher der Name) oder Fähnchen angezeigt. Der Zug kann durch eine Drehung des Steins um 90 Grad oder Vielfache davon abgeschlossen werden, so dass die im folgenden Zug zulässigen Zugrichtungen sich ändern. Diese Schachvariante ermöglicht eine Vielzahl völlig neuer Stellungsbilder, zumal die Grundaufstellung entweder wie im Freischach durch abwechselndes Setzen oder gar nach freier Vereinbarung der Gegner gewählt werden sollte. Brunner hat sogar mindestens ein Schachproblem für Zeigerschach komponiert. Lange nach seinem Tod, im Jahr 1954, wurde es in einem Buch über „Neue nichtorthodoxe Schachspiele“ veröffentlicht, das auch ein Kapitel über das Brunner’sche Zeigerschach enthielt.

## Leben
Brunners Großvater Anselm Brunner war aus der Schweiz als Schauspieler ans Hoftheater Braunschweig gekommen. Sein Vater Wilhelm war in Plauen Direktor einer Gardinenfabrik. Das Schweizer Bürgerrecht hatte die Familie beibehalten. Im Jahre 1901, nach dem Tod seines Vaters, verließ Brunner das humanistische Gymnasium vorzeitig, um sich am Leipziger Konservatorium dem Studium der Musik zu widmen. Im Klavierspiel stand er vor der Konzertreife. Erst 1910 legte er nachträglich das Abitur ab. Sein anschließendes Medizinstudium brach er nach drei Semestern ab. Im Jahre 1915 siedelte er nach Chemnitz über, da seine spätere erste Frau, eine Engländerin und damit zur Kriegszeit feindliche Ausländerin, zur Kriegszeit in Leipzig, also „in der Nähe des Völkerschlachtdenkmals“, nicht wohnen durfte.
Im Herbst 1918 ging Brunner auf ärztliches Anraten in die Schweiz, da dort die Ernährungslage besser war, und lebte in Ascona. 1919 heiratete er. Seine geschäftlichen Unternehmungen in Ascona, unter anderem ein Café am Lago Maggiore, waren nicht erfolgreich und führten schließlich zu einem „wirtschaftlichen Zusammenbruch“. 1928 trennte er sich von seiner Frau und siedelte nach Zürich über. Von 1929 bis Herbst 1937 lebte er in München und befasste sich mit seinem Spiel „Delta“, das er im Selbstverlag produzierte und vertrieb. Hierbei half ihm seine zweite Frau Frieda Bernstein, mit der er seit 1929 verbunden war, die er aber erst 1937 heiraten konnte, da sich die Scheidung von seiner ersten Frau so lange hinzog. In seinem letzten Lebensjahr zogen die Brunners nach Zürich, wo Erich Brunner wenige Monate nach dem Umzug an den Folgen eines Schlaganfalls starb. Er arbeitete in seinen letzten Jahren an einem Buch, das er nicht mehr vollenden konnte. Moriz Henneberger und Hans Klüver vollendeten das Projekt in seinem Sinn.